# Frank Forman
Frank Forman (Aston-on-Trent, 23 maggio 1875 – West Brigdford, 4 dicembre 1961) è stato un calciatore inglese.
Uno dei tre membri della sua famiglia che ha iniziato la carriera professionistica nel Derby County per poi passare al Nottingham Forest. Può vantare nove presenze nella nazionale inglese di cui una come capitano. Con il Nottingham Forest ha vinto la FA Cup nel 1898.

## Carriera da giocatore
Forman è nato a Aston-on-Trent, nel Derbyshire, fratello di Fred Forman e zio di Harry Linacre, entrambi calciatori. Forman giocò a livello giovanile per la squadra della sua città per poi passare al Beeston Town, dove fu notato dal Derby County. Il Derby lo mise sotto contratto nel marzo 1894, ma dopo sole otto presenze fu ceduto ai rivali del Nottingham Forest nel dicembre 1894.
Dopo la sua prima stagione completa con il Nottingham si era ritagliato un ruolo nella linea di centrocampo, giocando generalmente sulla destra, gli altri componenti del centrocampo erano lo scozzese John McPherson, oltre a Peter McCracken o Alec Stewart. Il Nottingham concluse la stagione al tredicesimo posto. Nel 1898 Stewart fu rimpiazzato da Willie Wragg e il Nottingham, dopo una discussa semifinale, raggiunse la finale della FA Cup per la prima volta nella sua storia.
In semifinale il Nottingham Forest affrontò il Southampton, la partita si disputò al Bramall Lane il 19 marzo, e terminò col risultato di 1-1. Il replay si giocò nello stadio del Crystal Palace durante una bufera di neve. Dopo un primo tempo a reti inviolate (in cui Joe Turner sbagliò un rigore per il Southampton), nel secondo tempo i Saints erano in vantaggio quando l'arbitro John Lewis, a dieci minuti dal termine, sospese la partita e chiese ai giocatori di lasciare il campo. Non appena il match riprese le condizioni atmosferiche peggiorarono ma Lewis decise che la partita doveva continuare. Il portiere del Southampton George Clawley aveva gli occhi "pieni di neve" e si fece infilare due volte da Tom McInnes e Charlie Richards nei minuti finali della partita. Nonostante le proteste del Southampton la F.A. decretò valido il risultato e il Forest andò in finale per la prima volta nella sua storia.
La finale si giocò nello stadio del Crystal Palace il 16 aprile 1898, l'avversario era il vecchio club di Forman, il Derby County, che, come il Forest, era alla prima apparizione in finale. Il Derby era considerato favorito, avendo battuto il Forest per 5-0 in campionato solo pochi giorni prima. Ma il Nottingham andò in vantaggio dopo 19 minuti quando una punizione di Willie Wragg arrivò sui piedi di Arthur Capes che portò il Nottingham in vantaggio battendo il portiere avversario Jack Fryer. Il Derby cominciò a mettere sotto pressione la difesa del Forest e Forman "che stava difendendo in maniera splendida" dovette intervenire due volte per evitare i gol di John Goodall e Steve Bloomer. Poco dopo la mezz'ora di gioco il Derby riuscì a pareggiare dopo che Forman causò un calcio di punizione dal limite che fu trasformato in gol di testa da Steve Bloomer su assist di Joe Leiper. A tre minuti dall'intervallo il Forest tornò in vantaggio grazie a un errore di Fryer che concesse a Capes un facil tap-in. Nonostante gli sforzi del Derby nel secondo tempo il Forest aumentò il vantaggio a quattro minuti dalla fine con John McPherson a seguito di un calcio d'angolo, e il Forest si aggiudicò la coppa vincendo per 3-1.
La prima presenza in nazionale di Forman arrivò poco prima della semifinale di FA Cup quando fu convocato (insieme al compagno di squadra Charlie Richards) per una partita contro l'Irlanda valida per il British Home Championship che si disputò al Solitude Ground di Belfast il 5 marzo 1898. Sebbene ci si aspettasse una "facile vittoria dell'Inghilterra" gli irlandesi si dimostrarono più ostici del previsto e l'Inghilterra ottenne una fortunosa vittoria per 3-2, con reti di Gilbert Smith, Charlie Athersmith e Tommy Morren.
Forman non fu convocato per il match contro il Galles del 28 marzo mentre fu selezionato per la partita contro la Scozia del 2 aprile in cui giocò al fianco di Charles Wreford-Brown alla sua ultima apparizione in nazionale. La partita era decisiva per la vittoria del British Home Championship del 1898 e fu disputata al Celtic Park di Glasgow. Gli scozzesi vennero sconfitti da una potente e veloce Inghilterra che con il risultato di 3-1 si aggiudicò il trofeo, Steve Bloomer segnò una doppietta e Fred Wheldon segnò il terzo gol.
Forman fu convocato per tutte e tre le partite del British Home Championship del 1899. Nel match contro l'Irlanda, giocata al Roker Park il 2 marzo 1899, il fratello di Forman Fred fece il suo debutto con la nazionale. Divennero così i primi fratelli che giocavano per lo stesso club a giocare insieme in nazionale, record che è resistito per quasi un secolo fino al 1996 quando furono eguagliati dai fratelli Neville del Manchester United. L'Inghilterra dominò la partita contro l'Irlanda e gli attaccanti inglesi "segnavano a volontà" con quattro reti di Gilbert Smith, tre di Jimmy Settle e due a testa di Fred Forman e Steve Bloomer. Anche Frank Forman entrò nel tabellino dei marcatori segnando il gol dell'1-0, l'Inghilterra alla fine si impose per 13-2, che costituisce tuttora il record di reti segnate dall'Inghilterra in una singola partita e il maggior numero di reti complessive (15) segnate in una partita della nazionale inglese. Forman conservò il posto in squadra per le due partite successive che videro l'Inghilterra vincere contro il Galles (4-0) e la Scozia (2-1), che permisero all'Inghilterra di vincere il trofeo.
Forman non fu convocato per il British Home Championship del 1900, sostituito da Harry Johnson dello Sheffield United, ma fu richiamato per la partita contro la Scozia del 30 marzo 1901 che terminò con un pareggio per 2-2.
Nel British Home Championship del 1902 Forman fu nominato capitano nella partita contro l'Irlanda del 22 marzo, vinta dagli inglesi per 1-0 con una rete nel finale di Jimmy Settle. Forman giocò anche la partita contro la Scozia del 5 aprile 1902 ad Ibrox. La partita fu teatro del primo disastro dell'Ibrox quando una parte di tribuna crollò causando 25 vittime. La partita fu interrotta e rigiocata al Villa Park il 3 maggio, con il risultato di 2-2. Gli incassi del match furono devoluti al fondo per le vittime del disastro.
L'ultima apparizione in nazionale di Forman arrivò contro il Galles il 2 marzo 1903 nell'unica partita internazionale giocata al Fratton Park di Portsmouth. La partita terminò 2-1 per l'Inghilterra. Nella sua carriera internazionale Forman giocò 9 partite ufficiali senza mai perdere, con 7 vittorie e due pareggi.
In campionato il Nottingham Forest finì regolarmente a metà classifica, Forman saltò pochissime partite durante la sua carriera. Nei suoi undici anni al Forest il miglior risultato fu un quarto posto nel 1900/01 in cui Forman era capitano della squadra. In FA Cup invece riuscirono ad arrivare alle semifinali nel 1900, battuti poi nel replay dal Bury per 3-2 ai supplementari, e poi nel 1902 quando il Southampton si vendicò della semifinale del 1898 vincendo per 3-2. Forman segnò 4 gol in coppa nel 1902, inclusa una doppietta contro lo Stoke City nel 3º turno.
Forman giocò con il Forest fino al gennaio 1906, la sua ultima presenza fu in FA Cup. Con la maglia del Nottingham collezionò 256 presenze e 28 gol in tutte le competizioni

## Fine carriera
Dopo essersi ritirato dal calcio Forman diventò un imprenditore edile insieme al nipote Harry Linacre, che aveva giocato per il Forest nel 1899 come portiere con due presenze anche in nazionale.
Entrò nel consiglio di amministrazione del Forest nel 1903 e vi rimase fino alla sua morte nel 1961. Ha vissuto a West Bridgford, nei pressi del City Ground, per la maggior parte della sua vita, e lì morì all'età di 86 anni il 4 dicembre 1961.

## Palmarès
Nottingham Forest
- FA Cup: 1898